# Dansa dels Porrots

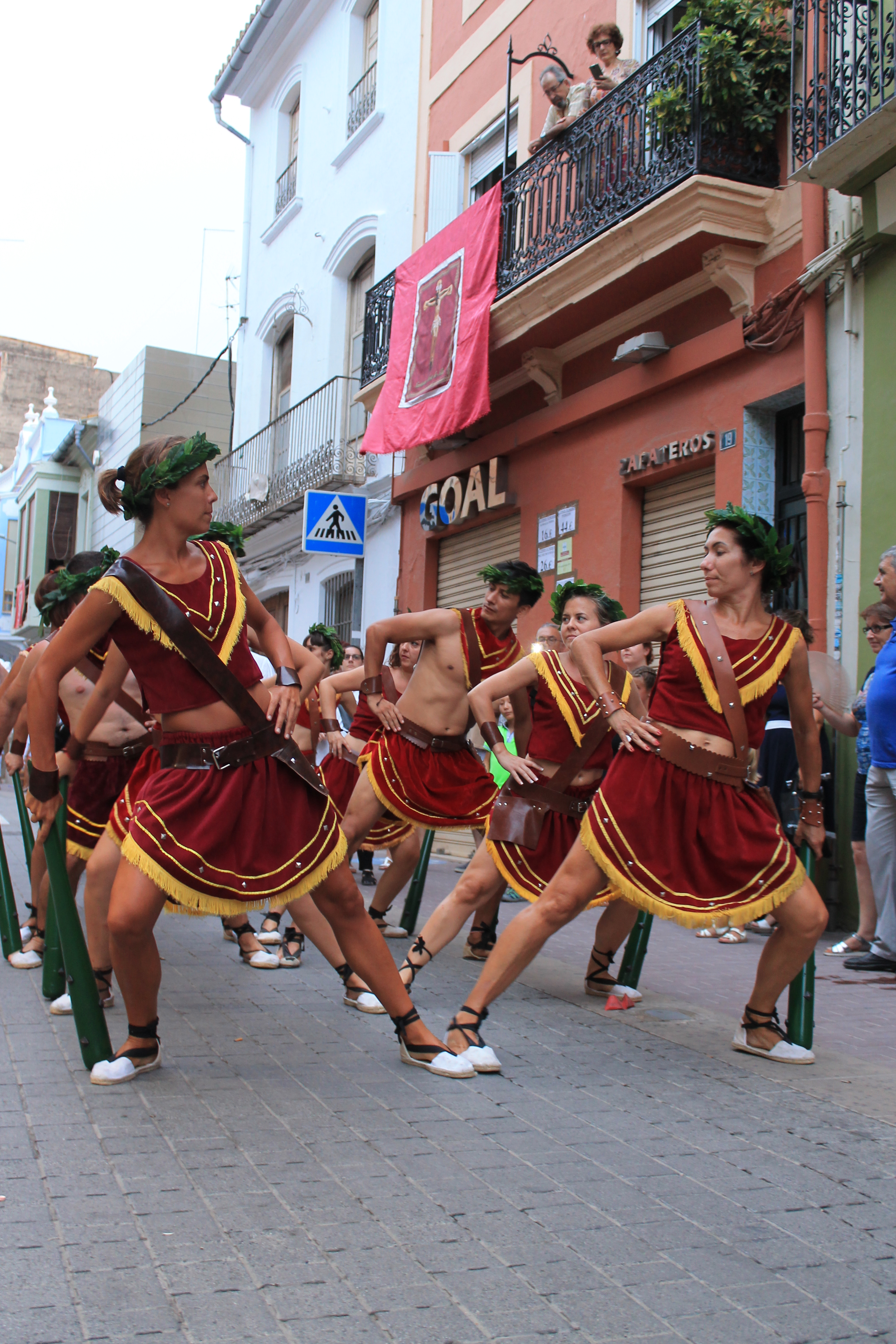
Dansa dels Porrots, "costat"

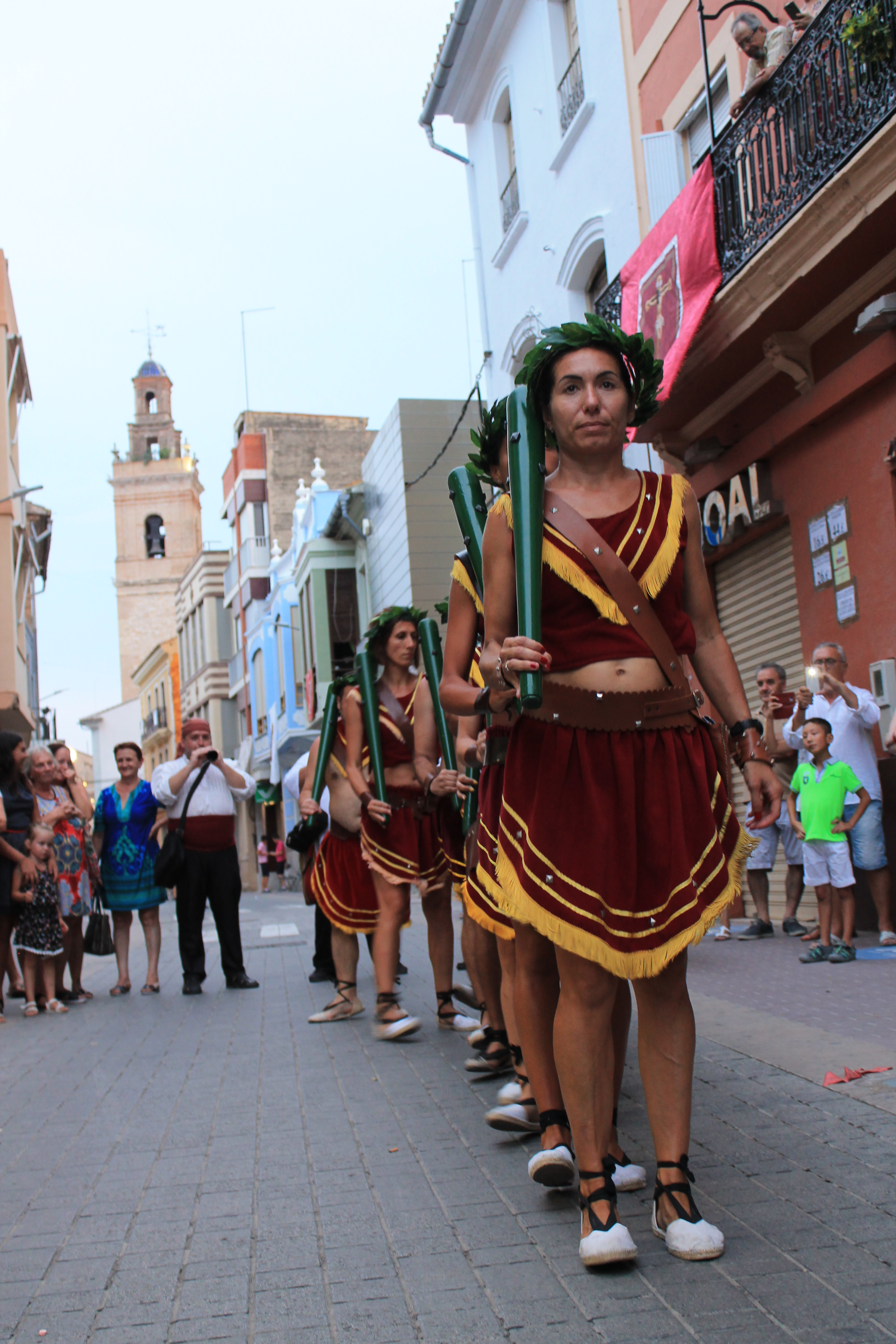
Dansa dels Porrots, "filera"

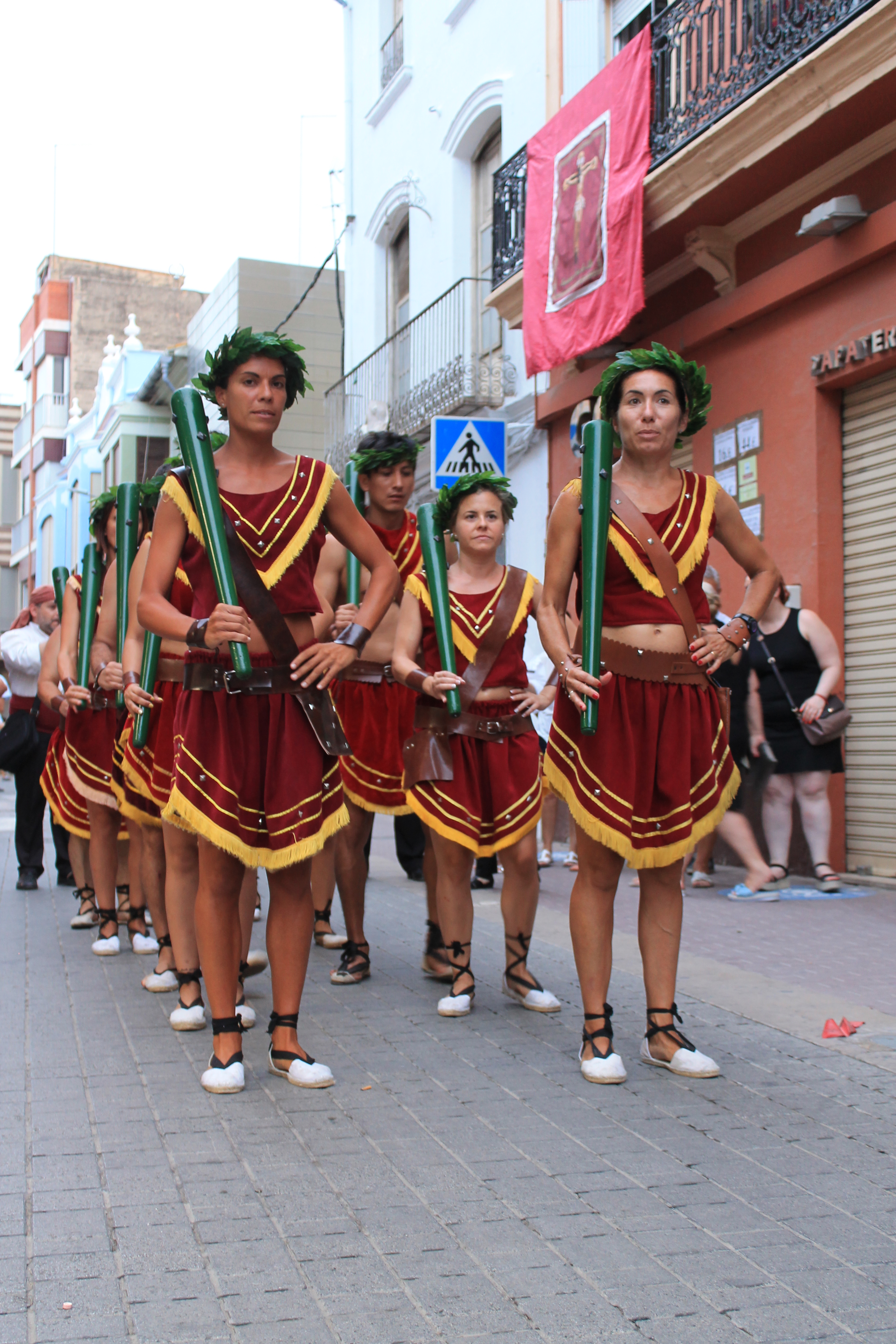
Dansa dels Porrots, "ferms"

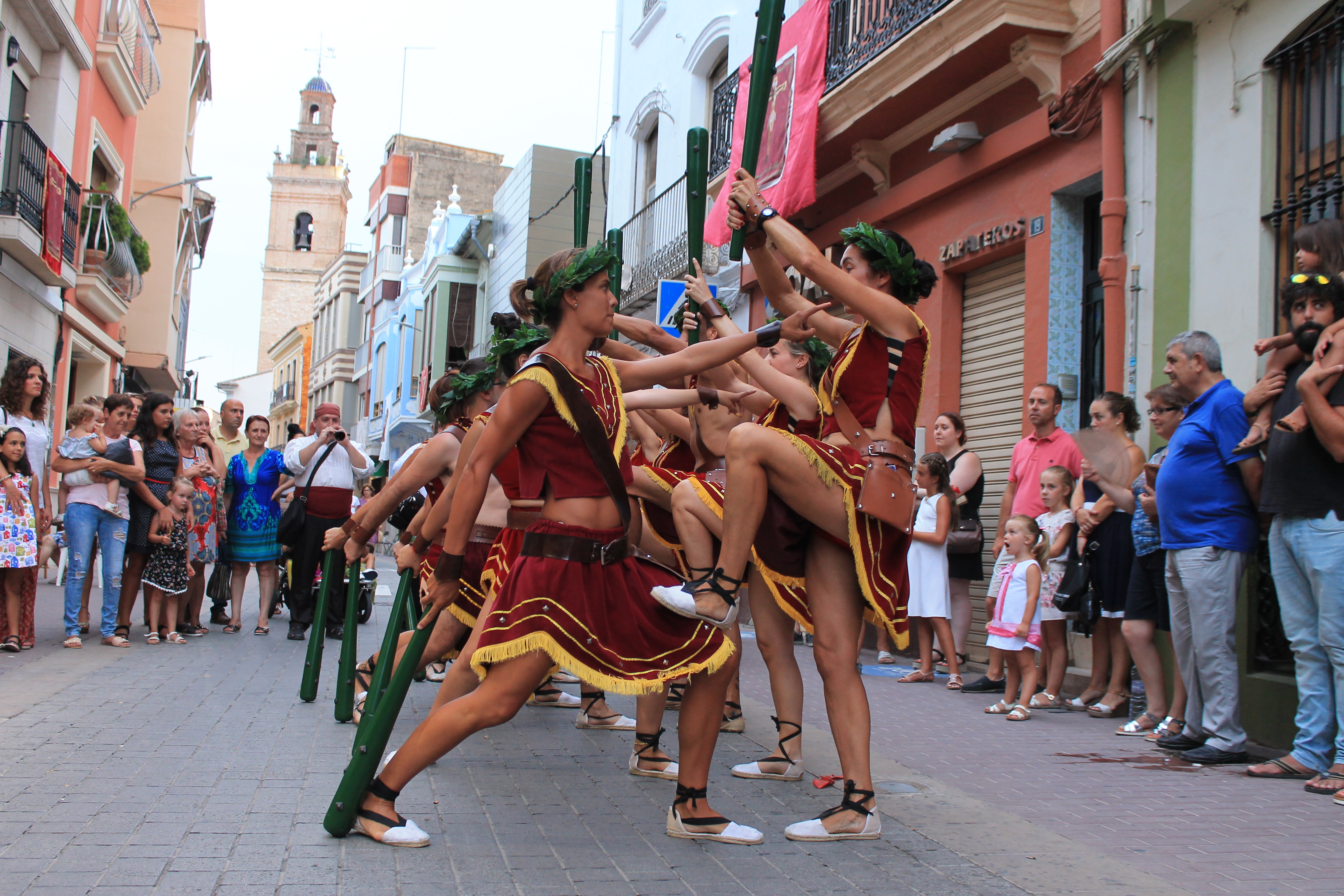
Dansa dels Porrots, "genoll"

La Dansa dels Porrots és un ball tradicional de Silla (l'Horta Sud), on es balla tots els anys el dia 6 d'agost, que és la festa grossa del poble, en honor al Santíssim Crist. També es balla a Picassent, on es coneix com Dansa dels Bastonots, tot i que algunes figures es formen de manera diferent. 
Es tracta d'una dansa bèl·lica, ballada en grups de 8 balladors o balladores, que porten una indumentària que evoca els antics guerrers grecoromans, així com una corona de llorer al cap, i armats amb un bastonot o porrot, que dona nom a la dansa. Al llarg de la dansa, acompanyada per una melodia de dolçaina i tabalet, els balladors van formant unes figures, de trets pantomímics i acrobàtics especialment singulars, que representen una lluita guerrera.
S'ha especulat sobre un origen grecoromà de la Dansa dels Porrots, tot i que no hi constància segura que s'haja ballat abans del segle XVII. Al segle XIX i prinicpis del XX, sovint se l'anomenva dansa d'Alcides, fent referència a Heracles o Hèrcules. Podria per tant haver sorgit de l'afició per la mitologia greco-romana típica dels segles XVI i XVII, que tanta empremta deixà en la literatura, escultura, pintura i arquitectura.
Nombrosos indicis (de Silla i d'altres pobles valencians) apunten a que al segle XIX la dansa d'Alcides culminava en una Muixeranga, formada en part pels mateixos balladors. També guarda una relació estreta amb el Ball de Torrent.

Tot i que Heracles tradicionalment representa l'ideal de la força viril, antigament la dansa era ballada també per dones. Aquesta costum fou recuperada l'any 1991, des d'aleshores nombroses dones i xiquetes ballen els Porrots tots els anys.

## Tocata de dolçaina
La tocata de la dolçaina és prou viva, amb molts tresets ràpids i l'ús en la segona meitat del registre agut. En haver de repetir-se vàries voltes, suposa una prova d'habilitat i resistència per als dolçainers. En opinió dels dansadors més vells, el cèlebre Joan Blasco, que la interpretà dels anys 50 fins als 80, és qui la tocà amb major facilitat i mestria. Es conserven diferents versions escrites des del segle XIX, amb diferències melòdiques significatives, tot i que els trets generals han canviat poc - generalment la melodia gira al voltant dels acords de tònica i dominant, indicant que segurament la melodia no siga anterior al segle XVIII.

## Figures
Les diferents figures que formen els balladors són:
- pas militar: avançant en dues fileres, el cap de cadascuna d'elles roda pel costat i es situa a la cua de la filera
- costat: els balladors s'inclinen en sentit contrari a l'adversari de l'altra filera, recolzant-se sobre el porrot amb actitud desafiant
- costat i costat: com la figura anterior, però creuant els peus
- genoll: una filera esquerra assenyala als oponents de la dreta, que recolzen una cama sobre els genolls dels de l'esquerra mentre alcen el porrot
- barba: els balladors de la filera esquerra alçen el porrot, mentre els de la dreta es col·loquen el porrot en la barbeta
- navaixa: inclinar-se al costat oposat al company i estirar el porrot cap endavant
- assenyalar: els balladors de la dreta deixen el porrot a terra i apunten amb un braç cap avant; els de l'esquerra alçen el porrot amb les dues mans
- amenaçar: el cap i la cua de cada filera es miren, amb el porrot a terra; el que quede a l'esquerra serà el botador, i el de l'esquerra l'empomador
- pegar: botadors i els empomadors corren a enfrontar-se amb els oponents; els empomadors s'inclinen cap arrere i fan tremolar les mans, mentres els botadors alçen el puny sobre el cap dels empomadors i simulen que els colpegen
- bot a la cintura: els empomadors es queden quets i els botadors boten i pugen a la seua cintura
- bot a l'esquena: l'empomador s'inclina i el botador bota i puja al seu llom, alçant el porrot en senyal de triomf
- bot d'alt: el botador bota dalt de l'empomador i l'agarra dels muscles, mentre l'empomador el subjecta de les cuixes